# 逆境
| ウィキペディアには「逆境」という見出しの百科事典記事はありません（タイトルに「逆境」を含むページの一覧/「逆境」で始まるページの一覧）。 代わりにウィクショナリーのページ「逆境」が役に立つかもしれません。 |